# Полєвий Дмитро Олександрович
Дмитро́ Олекса́ндрович Полєви́й (2 лютого 1980, м. Дніпро, Дніпропетровська область, Українська РСР — 20 березня 2017, с. Пікузи, Волноваський район, Донецька область, Україна) — український військовослужбовець морської піхоти, старший матрос Військово-морських сил Збройних сил України, учасник російсько-української війни.

## Біографія
Народився 1980 року в місті Дніпро (на той час — Дніпропетровськ). З 1986 по 1995 рік навчався у середній школі № 53. Займався боді-білдінгом, боксом, дзюдо. Закінчив професійно-технічне училище № 20 за спеціальністю газоелектрозварювальника. З 2003 по 2005 роки заочно навчався у Дніпропетровському державному технікумі економіки та бізнесу за спеціальністю «товарознавство та комерційна діяльність», здобув кваліфікацію товарознавця-комерсанта. Мешкав на жилмасиві Тополя-2.
Під час російської збройної агресії проти України з 16 червня 2016 року проходив військову службу за контрактом у 36-ій бригаді.
Старший матрос, старший стрілець 1-ї десантно-штурмової роти 503-го окремого батальйону морської піхоти 36-ї окремої бригади морської піхоти ВМС ЗС України. Виконував завдання на території проведення антитерористичної операції, Оперативно-тактичне угруповання «Маріуполь».
Загинув у бою 20 березня 2017 року близько 12:30 від кульового вогнепального поранення, що несумісне з життям. Вранці поблизу села Водяне, у Приазов'ї, українські захисники відбили напад двох диверсійних груп противника і в результаті контратаки висунулись уперед, в бік окупованого села Пікузи, та зайняли позицію ворога. З боку російсько-терористичних угруповань розпочався масований обстріл втраченої позиції і села Водяного з важкої артилерії, мінометів та РСЗВ БМ-21 «Град». Український підрозділ вимушений був відступити назад. В ході боїв загинули два українських морпіха, ще п'ять дістали поранення. Тіла загиблих матросів, Дмитра Полєвого та В'ячеслава Чернецького вдалося забрати у бойовиків лише 23 березня.
Похований 25 березня на Краснопільському цвинтарі міста Дніпро.
Розлучений, залишились мати Любов Дмитрівна, брат Юрій та 9-річна донька Мілана.

## Нагороди та вшанування
Указом Президента України № 104/2017 від 10 квітня 2017 року, за особисту мужність, виявлені у захисті державного суверенітету та територіальної цілісності України, самовіддане виконання військового обов'язку, нагороджений орденом «За мужність» III ступеня (посмертно)..
12 жовтня 2017 року в місті Дніпро на фасаді КЗО «Спеціалізована середня загальноосвітня школа № 53 з поглибленим вивченням німецької мови» було встановлено меморіальну дошку на честь полеглого на війні випускника школи Дмитра Полєвого.